# Philodendron gonzalezii
Philodendron gonzalezii är en kallaväxtart som beskrevs av Michael Howard Grayum. Philodendron gonzalezii ingår i släktet Philodendron och familjen kallaväxter. Inga underarter finns listade.